# 陳垂映
陳垂映（1916年1月1日—2001年9月17日），本名陳瑞榮，戰後改名陳榮，臺灣臺中人，日治時期文學家。臺中第一中學校、早稻田大學畢業。1935年曾參與臺灣文藝聯盟東京支部的活動。畢業返臺進入大和拓殖株式會社任職。1942年赴新加坡，1946年返臺進入彰化銀行任職，1972年轉任中國信託投資公司任副總經理。其主要作品有長篇小說《暖流·寒流》。

## 外部連結
- 莊永明書坊: 陳垂映《暖流寒流》長篇小說發行 （页面存档备份，存于）